# Willowsia nigromaculata
Willowsia nigromaculata är en urinsektsart som först beskrevs av Lubbock 1873.  Willowsia nigromaculata ingår i släktet Willowsia och familjen brokhoppstjärtar. Arten är reproducerande i Sverige. Inga underarter finns listade i Catalogue of Life.